# Xanthosia
Xanthosia es un género de fanerógamas perteneciente a la familia Apiaceae, que comprende 30 especies. Es endémico del este de Australia.

## Taxonomía
El género fue descrito por Edward Rudge y publicado en Trans. Linn. Soc. London 10: 301. 1811. La especie tipo es: Xanthosia pilosa

## Especies seleccionadas
| - Xanthosia atkinsoniana F.Muell. - Xanthosia bungei Keighery - Xanthosia candida (Benth.) Steud. - Xanthosia ciliata Hook. - Xanthosia collina Keighery - Xanthosia eichleri J.M.Hart & Henwood - Xanthosia fruticulosa Benth. - Xanthosia huegelii (Benth.) Steud. - Xanthosia peduncularis Benth. - Xanthosia pilosa - Xanthosia rotundifolia DC. - Xanthosia singuliflora F.Muell. - Xanthosia sp. Dardanup (B.J. Keighery & N. Gibson 174) - Xanthosia tasmanica Domin - Xanthosia tomentosa A.S.George |